# 瓦尔特·贝克
瓦尔特·贝克（德語：Walter Beck，1907年11月20日—？），瑞士男子竞技体操运动员。他曾获得1936年夏季奥运会体操比赛男子团体全能银牌。他在该届奥运会也参加了其他个人小项，最好名次是男子跳马的第五名。